# Geraldo Júnior
Geraldo Alves Ferreira Júnior (Salvador, 7 de maio de 1969), mais conhecido por Geraldo Júnior, ou até mesmo por Geraldinho é um advogado e político brasileiro filiado ao Movimento Democrático Brasileiro (MDB), foi vereador por três legislaturas em Salvador e é o atual vice-governador da Bahia, eleito em 2022 na chapa de Jerônimo Rodrigues (PT).

## Política
Foi eleito vereador de Salvador pela primeira vez em 2012, tendo sido reeleito em 2016 e novamente em 2020, em 2019 chegou pela primeira vez à presidência da câmara de vereadores da capital, para cumprir o biênio 2019-2020, conseguiu se reeleger em 2020, para cumprir o 2021-2022 e em 2022 para o biênio 2023-2024, no qual renunciou o mandato.
Nas eleições de 2022, foi eleito vice-governador da Bahia na chapa de Jerônimo Rodrigues com 4.480.464 votos (52,79%).
Em 2024, foi candidato à prefeitura de Salvador, representando o grupo político do governador Jerônimo. Foi derrotado no primeiro turno pelo então prefeito de Salvador e representante da oposição ao governo do estado, Bruno Reis (UNIÃO).Geraldo obteve 137.298 votos, que representou 10,33% dos votos totais, ficando em terceiro lugar da disputa, atrás de Bruno Reis e de Kleber Rosa (PSOL).

## Desempenho Eleitoral
| Ano  | Eleição               | Cargo           | Partido                                                                                               | Partido       | Coligação                                            | Titular/Vice | Votos para Geraldo Jr. | Votos para Geraldo Jr. | Votos para Geraldo Jr. | Votos para Geraldo Jr. | Resultado  | Ref |
| Ano  | Eleição               | Cargo           | Partido                                                                                               | Partido       | Coligação                                            | Titular/Vice | T.                     | Total                  | %                      | P.                     | Resultado  | Ref |
| ---- | --------------------- | --------------- | --- | ------------- | ---------------------------------------------------- | ------------ | ---------------------- | ---------------------- | ---------------------- | ---------------------- | ---------- | --- |
| 2004 | Municipal de Salvador | Vereador        | | PTC           | Partido Isolado                                      |              | 1.º                    | Desconhecido           | Desconhecido           | Desconhecido           | Não Eleito |     |
| 2008 | Municipal de Salvador | Vereador        | | PTN           | Partido Isolado                                      | 1.º          | 4.091                  |                        |                        | Não Eleito             | [ 7 ]      |     |
| 2012 | Municipal de Salvador | Vereador        | Partido Isolado                                                                                       | PTN           | 1.º                                                  | 11.264       | 0,87%                  | 12.º                   | Eleito                 | [ 8 ]                  |            |     |
| 2016 | Municipal de Salvador | Vereador        | | Solidariedade | Salvador Solidário e Sustentável (Solidariedade, PV) | 1.º          | 13.685                 | 1,08%                  | 7.º                    | Eleito                 | [ 9 ]      |     |
| 2020 | Municipal de Salvador | Vereador        | | MDB           | Partido Isolado                                      | 1.º          | 12.906                 | 1,07%                  | 2.º                    | Eleito                 | [ 10 ]     |     |
| 2022 | Estadual da Bahia     | Vice-governador | Pela Bahia, Pelo Brasil (FE Brasil, PSD, PSB, Avante e MDB)                                           | MDB           | Titular: Jerônimo Rodrigues (PT)                     | 1.º          | 4.019.830              | 49,45%                 | 1.º                    | Segundo Turno          | [ 13 ]     |     |
| 2022 | Estadual da Bahia     | Vice-governador | Pela Bahia, Pelo Brasil (FE Brasil, PSD, PSB, Avante e MDB)                                           | MDB           | Titular: Jerônimo Rodrigues (PT)                     | 2.º          | 4.480.464              | 52,79%                 | 1.º                    | Eleito                 | [ 14 ]     |     |
| 2024 | Municipal de Salvador | Prefeito        | Salvador Pra Toda Gente (MDB, FE Brasil (PT, PCdoB, PV), PSB, PSD, Avante, PODE, Solidariedade, Agir) | MDB           | Vice: Fabya Reis (PT)                                | 1.º          | 137.298                | 10,33%                 | 3.º                    | Não Eleito             | [ 12 ]     |     |